# Bogdănești (gmina Scorțeni)
Bogdănești – wieś w Rumunii, w okręgu Bacău, w gminie Scorțeni. W 2011 roku liczyła 57 mieszkańców.